# A Day of Havoc (film 1915)
A Day of Havoc è un cortometraggio muto del 1915 diretto da Joseph Kaufman. Tra gli interpreti, i nomi di Ethel Clayton, Thurston Hall, Francis Joyner, Walter Law. Il film fu prodotto dalla Lubin e distribuito dalla General Film Company.

## Produzione
Il film fu prodotto dalla Lubin Manufacturing Company.

## Distribuzione
Distribuito dalla General Film Company, il film - un cortometraggio in una bobina - uscì nelle sale statunitensi il 6 agosto 1915.